# Türken-Sam
Türken-Sam ist ein gemeinsam von Helmut Kuhn und Cem Gülay verfasstes Buch. Es erzählt autobiografische Erfahrungen Gülays in einem kriminellen migrantischen Milieu. Türken-Sam erschien 2009 im Deutschen Taschenbuchverlag.

## Inhalt
Das mögliche Abrutschen eines Abiturienten (Gülay) in eine kriminelle Hamburger Migrantenszene schildert das Buch ebenso wie dessen Laufbahn in der türkisch dominierten mafia-ähnlichen Umgebung. Ein Vorwort von Bilkay Öney leitet die autobiografische Erzählung ein.

## Abmahnung
Nach dem Erscheinen wurde per Abmahnung die Unterlassung der weiteren Verbreitung eines in dem Buch geschilderten Vier-Augen-Gesprächs gefordert. Der Inhalt des im Zusammenhang mit Gülays Wahl zum Schulsprecher stehenden Gesprächs wird von dem Gesprächspartner bestritten, was beweisrechtliche Probleme nach sich zieht. Danach war das Buch kurzzeitig nicht mehr lieferbar und ab dem 30. Oktober 2009 nur noch in einer an der betreffenden Stelle geschwärzten Fassung zu erhalten.

## Rezensionen
- „Türken-Sam“ ist kein Buch. Es ist fünf in einem: Pflichtlektüre zu 50 Jahren türkisch-deutsche Migrationsgeschichte und zur Entstehung von Deutschhass und Türkenhass, Exemplarische Biografie, Gangster-Krimi, Einführung ins Warentermin-Betrugsgeschäft. Wegen dieses Vielen seien ihm einige Auslassungen und Irrtümer erlaubt.[1]
- So ist dieses Buch eine anschauliche Schilderung der kriminellen Szene und ihrer Faszination, bietet einige unerwartete Blicke in die Spekulantenszene der halbseidenen Börsianer und zeigt uns die Zerrissenheit eines Mannes, der erst ein besserer Deutscher werden wollte und dann eine Kehrtwendung machte, um Gangster zu werden. Man muss ihn nicht mögen, diesen Cem Gülay, aber man sollte ihm dankbar sein für dieses Buch. Hans Peter Roentgen - literature 11. November 2009[2]

## Wirkung
Das Buch machte deutschlandweit auf Gefahren einer falsch verlaufenden Integrationspolitik aufmerksam und zog umfangreiche Berichte zum Beispiel im Stern und Tageszeitungen wie der Hamburger Morgenpost nach sich. Ulli Rauss zufolge handelte es sich bei Türken-Sam um den ersten Insiderbericht über eine sogenannte Türkenmafia in Deutschland und ihre Praktiken.
Die Bildzeitung widmete Türken-Sam eine Serie.
Anfang November 2009 las Mehmet Kurtuluş im Hamburger St.-Pauli-Theater einen Abend lang aus dem Buch.

## Ausgaben
- Cem Gülay, Helmut Kuhn: Türken-Sam. Eine deutsche Gangsterkarriere. Dtv, München 2009, ISBN 978-3-423-24767-2, 279 S.
- Cem Gülay, Helmut Kuhn: Türken-Sam. Eine deutsche Gangsterkarriere. Aktualisierte Ausgabe. Dtv, München 2010, ISBN 978-3-423-24809-9, 278 S.